# Бюттикер, Маркус
Маркус Бюттикер (Бьюттикер) (нем. Markus Büttiker; 18 июля 1950, Вольфвиль — 4 октября 2013, Коллонж-Бельрив, Женева) — швейцарский физик. Бюттикер внёс важный вклад в мезоскопическую физику полупроводников. Теория Ландауэра — Бюттикера названа в честь М. Бюттикера и Р. Ландауэра.

## Биография
В 1974 году Бюттикер получил диплом по теоретической физике в ETH Zurich. В 1978 году получил докторскую степень в Базельском университете. Затем он в течение года работал ассистентом Х. Томаса в физическом институте Базельского университета. Затем он был научным сотрудником в Исследовательском центре Томаса Дж. Уотсона IBM до 1981 года, работая с Рольфом Ландауэром. С 1981 по 1994 год работал научным сотрудником научного отдела. В 1987 году вместе с Йозефом Имри, Рольфом Ландауэром и Альфредом Дугласом Стоуном он получил премию IBM за выдающиеся технические достижения по предсказанию эффекта Ааронова — Бома в малых (нормальных) проводниках, а два года спустя ту же премию за «формулировку Квантового эффекта Холла и предсказание одновременно квантованных продольных сопротивлений и сопротивлений Холла в многоконтактных [образцах]» (англ. for the multi-terminal formulation of the Quantum Hall effect and the prediction of simultaneously quantized longitudinal resistances and Hall resistances). В 1990 году он стал членом Американского физического общества. С 1994 года он являлся профессором теоретической физики Женевского университета, а с 1998 года также является директором кафедры теоретической физики.

## Научный вклад
Бюттикер внёс важный вклад в мезоскопическую физику полупроводников. Теория Ландауэра — Бюттикера названа в честь Рольфа Ландауэра и него. Его подход, разработанный совместно с коллегами из IBM в 1980-х годах, позволил разрешить ряд концептуальных противоречий, связанных с существовавшими тогда моделями электрической проводимости. Ключевой идеей Бюттикера было представление вольтметра как резервуара для электронов, который не вносит возмущений в измеряемую систему. Это дало возможность создать непротиворечивое нелокальное описание процессов транспорта электрического заряда через проводники. Новый формализм объяснил квантовый эффект Холла и предсказал существование незатухающих токов в металлических кольцах.
В дальнейшем Бюттикер внес значительный вклад в теорию шумов тока, исследование переходных процессов в мезоскопических конденсаторах и теорию квантовых насосов. Под конец жизни он проявлял большой интерес к приложениям своих методов в области квантовых вычислений.